# Opel Arena
L'Opel Arena era un veicolo commerciale leggero prodotto dalla casa automobilistica tedesca Opel dal dicembre 1997 al febbraio 2000.

## Contesto
Nell'ambito del gruppo General Motors può ritenersi l'erede del Bedford Midi (commercializzato con altri nomi su alcuni dei mercati mondiali, come del resto l'Arena, marchiato Vauxhall nel Regno Unito); va a inaugurare la partnership con Renault del marchio Opel avendo in comune il progetto con il Renault Trafic.
L'accordo prevedeva la produzione congiunta di veicoli commerciali e si è sviluppato ulteriormente pochi anni dopo, quando i due costruttori hanno lanciato la nuova serie del furgone, prodotta nello stabilimento GM di Luton. In casa Opel questo ha comportato l'uscita di scena dell'Arena e la sostituzione con il Vivaro, entrato in commercio nel 2001.
Le motorizzazioni dell'Arena consistevano in due diesel, da 1,9 l e 2,5 l.